# Göran Johansson (Ruderer)
Göran Wilhelm Johansson (* 15. März 1957 in Göteborg; † 30. Oktober 2021 in Härryda) war ein schwedischer Ruderer.

## Biografie
Göran Johansson belegte bei den Olympischen Sommerspielen 1980 in Moskau zusammen mit Pär Hurtig, Kent Larsson und Jan Niklasson in der Vierer ohne Steuermann-Regatta den 10. Platz.